# Јука Мијазаки
Јука Мијазаки (јап. 宮﨑 有香; 13. октобар 1983) бивша је јапанска фудбалерка.

## Репрезентација
За репрезентацију Јапана дебитовала је 2001. године. Са репрезентацијом Јапана наступала је на Светском првенству (2003). За тај тим одиграла је 18 утакмица и постигла је 2 гола.

## Статистика
| Јапан  | Јапан | Јапан |
| Год.   | Ута.  | Гол.  |
| ------ | ----- | ----- |
| 2001   | 5     | 0     |
| 2002   | 5     | 1     |
| 2003   | 6     | 1     |
| 2004   | 1     | 0     |
| 2005   | 0     | 0     |
| 2006   | 0     | 0     |
| 2007   | 0     | 0     |
| 2008   | 0     | 0     |
| 2009   | 1     | 0     |
| Укупно | 18    | 2     |